# Bournoncle-Saint-Pierre
Bournoncle-Saint-Pierre est une commune française située dans le département de la Haute-Loire, en région Auvergne-Rhône-Alpes.

## Géographie

### Localisation
La commune de Bournoncle-Saint-Pierre se trouve dans le département de la Haute-Loire, en région Auvergne-Rhône-Alpes.
Elle se situe à 67 km par la route du Puy-en-Velay, préfecture du département, et à 10 km de Brioude, sous-préfecture
Les communes les plus proches sont : 
Saint-Géron (1,8 km), Vergongheon (3,1 km), Beaumont (3,8 km), Lorlanges (4,2 km), Cohade (4,4 km), Frugerès-les-Mines (4,8 km), Paulhac (5,3 km), Azérat (5,4 km).
| Lempdes-sur-Allagnon |                         | Vergongheon |
| Saint-Géron          | Bournoncle-Saint-pierre | Cohade      |
|                      | Beaumont                |             |

### Climat
Pour des articles plus généraux, voir Climat d'Auvergne-Rhône-Alpes et Climat de la Haute-Loire.
En 2010, le climat de la commune est de type climat océanique dégradé des plaines du Centre et du Nord, selon une étude du Centre national de la recherche scientifique s'appuyant sur une série de données couvrant la période 1971-2000. En 2020, Météo-France publie une typologie des climats de la France métropolitaine dans laquelle la commune est exposée à un climat de montagne ou de marges de montagne et est dans la région climatique Nord-est du Massif Central, caractérisée par une pluviométrie annuelle de 800 à 1 200 mm, bien répartie dans l’année.
Pour la période 1971-2000, la température annuelle moyenne est de 10,8 °C, avec une amplitude thermique annuelle de 16,5 °C. Le cumul annuel moyen de précipitations est de 614 mm, avec 7,6 jours de précipitations en janvier et 6,4 jours en juillet. Pour la période 1991-2020, la température moyenne annuelle observée sur la station météorologique de Météo-France la plus proche, « Fontannes », sur la commune de Fontannes à 10 km à vol d'oiseau, est de 11,4 °C et le cumul annuel moyen de précipitations est de 611,9 mm,. Pour l'avenir, les paramètres climatiques de la commune estimés pour 2050 selon différents scénarios d'émission de gaz à effet de serre sont consultables sur un site dédié publié par Météo-France en novembre 2022.

## Urbanisme

### Typologie
Au 1er janvier 2024, Bournoncle-Saint-Pierre est catégorisée commune rurale à habitat dispersé, selon la nouvelle grille communale de densité à sept niveaux définie par l'Insee en 2022.
Elle appartient à l'unité urbaine de Brassac-les-Mines, une agglomération inter-départementale regroupant six  communes, dont elle est une commune de la banlieue,,. Par ailleurs la commune fait partie de l'aire d'attraction de Brioude, dont elle est une commune de la couronne,. Cette aire, qui regroupe 39 communes, est catégorisée dans les aires de moins de 50 000 habitants,.

### Occupation des sols
L'occupation des sols de la commune, telle qu'elle ressort de la base de données européenne d’occupation biophysique des sols Corine Land Cover (CLC), est marquée par l'importance des territoires agricoles (85,7 % en 2018), en diminution par rapport à 1990 (88,3 %). La répartition détaillée en 2018 est la suivante : 
terres arables (69 %), zones agricoles hétérogènes (9,2 %), zones urbanisées (7,9 %), prairies (7,4 %), forêts (6,3 %), zones industrielles ou commerciales et réseaux de communication (0,1 %). L'évolution de l’occupation des sols de la commune et de ses infrastructures peut être observée sur les différentes représentations cartographiques du territoire : la carte de Cassini (XVIIIe siècle), la carte d'état-major (1820-1866) et les cartes ou photos aériennes de l'IGN pour la période actuelle (1950 à aujourd'hui).

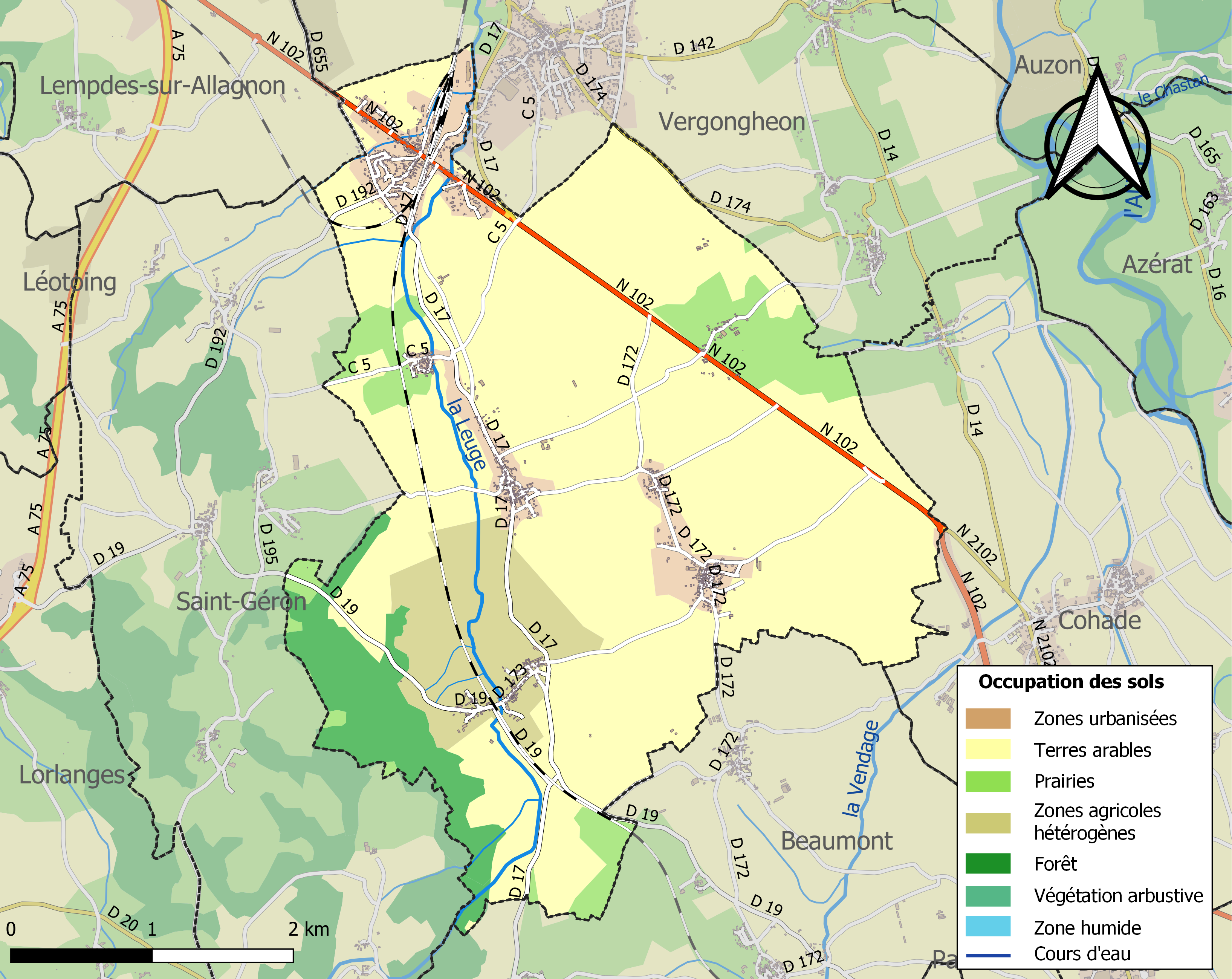
Carte des infrastructures et de l'occupation des sols de la commune en 2018 (CLC).
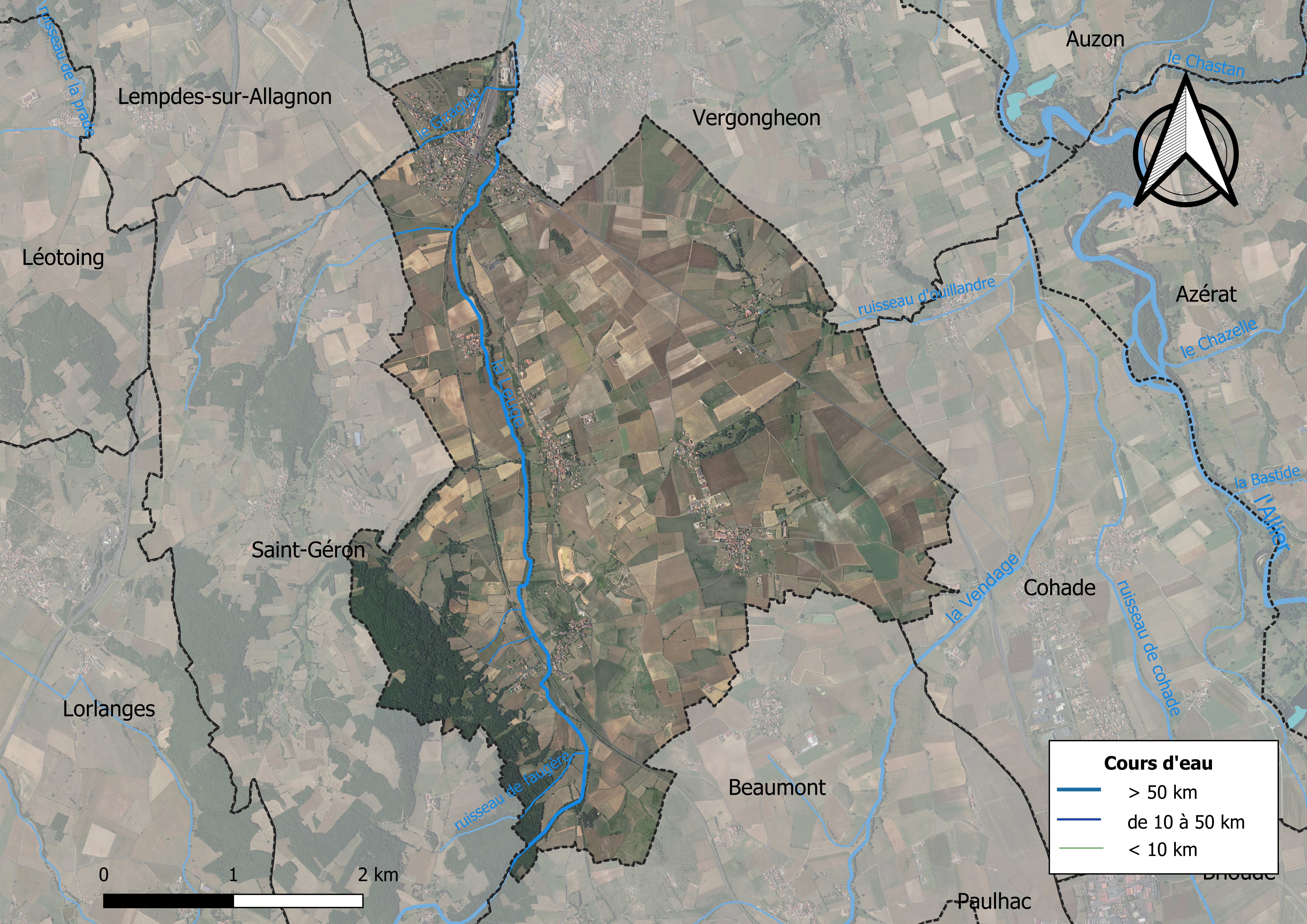
Carte orthophotographique de la commune.

### Habitat et logement
En 2018, le nombre total de logements dans la commune était de 609, alors qu'il était de 601 en 2013 et de 587 en 2008.
Parmi ces logements, 78 % étaient des résidences principales, 6,6 % des résidences secondaires et 15,4 % des logements vacants. Ces logements étaient pour 76,6 % d'entre eux des maisons individuelles et pour 23,2 % des appartements.
Le tableau ci-dessous présente la typologie des logements à Bournoncle-Saint-Pierre en 2018 en comparaison avec celle de la Haute-Loire et de la France entière. Une caractéristique marquante du parc de logements est ainsi une proportion de résidences secondaires et logements occasionnels (6,6 %) inférieure à celle du département (16,1 %) mais supérieure à celle de la France entière (9,7 %). Concernant le statut d'occupation de ces logements, 71,7 % des habitants de la commune sont propriétaires de leur logement (68,5 % en 2013), contre 70 % pour la Haute-Loire et 57,5 pour la France entière.
| Typologie                                               | Bournoncle-Saint-Pierre | Haute-Loire | France entière |
| ------------------------------------------------------- | ----------------------- | ----------- | -------------- |
| Résidences principales (en %)                           | 78                      | 71,5        | 82,1           |
| Résidences secondaires et logements occasionnels (en %) | 6,6                     | 16,1        | 9,7            |
| Logements vacants (en %)                                | 15,4                    | 12,4        | 8,2            |

## Histoire
Les premiers écrits relatifs à Bournoncle-Saint-Pierre sont contenus dans la charte 82 du cartulaire de Sauxillanges.
Cette charte est signée par l'abbé Mayeul. C'est donc entre l'an 954 et 994 que fut fondée la « villa » de Bournoncle.
Ainsi, les premiers pas de Bournoncle sont dans ceux de Cluny. Le prieuré clunisien qui a été fondé ici il y a 1 000 ans et qui est  toujours debout révèle un attachement fort au plus puissant réseau cultuel d'Europe : Cluny.

## Politique et administration

### Découpage territorial
La commune de Bournoncle-Saint-Pierre est membre de la communauté de communes Brioude Sud Auvergne, un établissement public de coopération intercommunale (EPCI) à fiscalité propre créé le 11 décembre 2018 dont le siège est à Brioude. Ce dernier est par ailleurs membre d'autres groupements intercommunaux.
Sur le plan administratif, elle est rattachée à l'arrondissement de Brioude, au département de la Haute-Loire, en tant que circonscription administrative de l'État, et à la région Auvergne-Rhône-Alpes.
Sur le plan électoral, elle dépend du canton de Brioude pour l'élection des conseillers départementaux, depuis le redécoupage cantonal de 2014 entré en vigueur en 2015, et de la deuxième circonscription de la Haute-Loire   pour les élections législatives, depuis le redécoupage électoral de 1986.

### Élections municipales et communautaires

#### Élections de 2020
Le conseil municipal de Bournoncle-Saint-Pierre, commune de moins de 1 000 habitants, est élu au scrutin majoritaire plurinominal à deux tours avec candidatures isolées ou groupées et possibilité de panachage. Compte tenu de la population communale, le nombre de sièges à pourvoir lors des élections municipales de 2020 est de 15. Sur les trente candidats en lice, quatorze  sont élus dès le premier tour, le 15 mars 2020, avec un taux de participation de 62,19 %. Le dernier  conseiller restant à élire est élu au second tour, qui se tient le 28 juin 2020 du fait de la pandémie de Covid-19, avec un taux de participation de 32,04 %.
Marie-Christine Egly née Biscarrat est élue nouvelle maire de la commune le 3 juillet 2020.
Dans les communes de moins de 1 000 habitants, les conseillers communautaires sont désignés parmi les conseillers municipaux élus en suivant l’ordre du tableau (maire, adjoints puis conseillers municipaux) et dans la limite du nombre de sièges attribués à la commune au sein du conseil communautaire. Deux sièges sont attribués à la commune au sein de la communauté de communes Brioude Sud Auvergne.

#### Liste des maires
| Période                                  | Période  | Identité                           | Étiquette | Qualité |
| ---------------------------------------- | -------- | ---------------------------------- | --------- | ------- |
| Les données manquantes sont à compléter. |          |                                    |           |         |
| mars 2008                                | 2020     | Jacques Dessimond                  | DVG       |         |
| 2020                                     | En cours | Marie-Christine Egly née Biscarrat |           |         |

## Population et société

### Démographie

#### Évolution démographique
En 2022, la commune comptait 1051 habitants. L'évolution du nombre d'habitants est connue à travers les recensements de la population effectués dans la commune depuis 1793. Une réforme du mode de recensement permet à l'Insee de publier annuellement les populations légales des communes à partir de 2006. Pour Bournoncle-Saint-Pierre, commune de moins de 10 000 habitants, les recensements ont lieu tous les cinq ans, les populations légales intermédiaires sont quant à elles estimées par calcul. Les populations légales des années 2007, 2012, 2017 correspondent à des recensements exhaustifs.
| 1793 | 1800 | 1806 | 1821 | 1831 | 1836 | 1841 | 1846 | 1851 |
| ---- | ---- | ---- | ---- | ---- | ---- | ---- | ---- | ---- |
| 321  | 364  | 386  | 435  | 487  | 720  | 710  | 810  | 830  |

| 1856 | 1861 | 1866 | 1872 | 1876 | 1881 | 1886  | 1891  | 1896  |
| ---- | ---- | ---- | ---- | ---- | ---- | ----- | ----- | ----- |
| 894  | 970  | 897  | 953  | 955  | 916  | 1 025 | 1 033 | 1 034 |

| 1901  | 1906 | 1911 | 1921 | 1926 | 1931  | 1936  | 1946  | 1954  |
| ----- | ---- | ---- | ---- | ---- | ----- | ----- | ----- | ----- |
| 1 015 | 982  | 983  | 807  | 838  | 1 039 | 1 054 | 1 039 | 1 095 |

| 1962  | 1968  | 1975  | 1982  | 1990 | 1999 | 2006 | 2007  | 2012  |
| ----- | ----- | ----- | ----- | ---- | ---- | ---- | ----- | ----- |
| 1 153 | 1 142 | 1 101 | 1 049 | 994  | 954  | 997  | 1 004 | 1 007 |

| 2017 | 2022  | - | - | - | - | - | - | - |
| ---- | ----- | - | - | - | - | - | - | - |
| 991  | 1 051 | - | - | - | - | - | - | - |

#### Pyramide des âges
La population de la commune est relativement âgée.
En 2018, le taux de personnes d'un âge inférieur à 30 ans s'élève à 28,3 %, soit en dessous de la moyenne départementale (31 %). À l'inverse, le taux de personnes d'âge supérieur à 60 ans est de 33,3 % la même année, alors qu'il est de 31,1 % au niveau départemental.
En 2018, la commune comptait 493 hommes pour 502 femmes, soit un taux de 50,45 % de femmes, légèrement inférieur au taux départemental (50,87 %).
Les pyramides des âges de la commune et du département s'établissent comme suit.
| Hommes | Classe d’âge | Femmes |
| ------ | ------------ | ------ |
| 0,4    | 90 ou +      | 1,8    |
| 7,2    | 75-89 ans    | 11,1   |
| 23,0   | 60-74 ans    | 22,9   |
| 19,6   | 45-59 ans    | 18,6   |
| 18,9   | 30-44 ans    | 19,9   |
| 14,3   | 15-29 ans    | 10,4   |
| 16,7   | 0-14 ans     | 15,2   |

| Hommes | Classe d’âge | Femmes |
| ------ | ------------ | ------ |
| 0,9    | 90 ou +      | 2,5    |
| 8,4    | 75-89 ans    | 11,7   |
| 20,4   | 60-74 ans    | 20,5   |
| 21,3   | 45-59 ans    | 20,3   |
| 16,8   | 30-44 ans    | 16,3   |
| 15,2   | 15-29 ans    | 13,2   |
| 17     | 0-14 ans     | 15,6   |

## Économie

### Revenus
En 2018, la commune compte 483 ménages fiscaux, regroupant 1 029 personnes. La médiane du revenu disponible par unité de consommation est de 20 400 € (20 800 € dans le département).

### Emploi
| Division       | 2008  | 2013   | 2018  |
| -------------- | ----- | ------ | ----- |
| Commune        | 7 %   | 10,3 % | 10 %  |
| Département    | 6,3 % | 7,7 %  | 7,7 % |
| France entière | 8,3 % | 10 %   | 10 %  |

En 2018, la population âgée de 15 à 64 ans s'élève à 593 personnes, parmi lesquelles on compte 75,1 % d'actifs (65,1 % ayant un emploi et 10 % de chômeurs) et 24,9 % d'inactifs,. En  2018, le taux de chômage communal (au sens du recensement) des 15-64 ans est supérieur à celui de la France et du département, alors qu'il était inférieur à celui de la France en 2008.
La commune fait partie de la couronne de l'aire d'attraction de Brioude, du fait qu'au moins 15 % des actifs travaillent dans le pôle,. Elle compte 141 emplois en 2018, contre 143 en 2013 et 150 en 2008. Le nombre d'actifs ayant un emploi résidant dans la commune est de 392, soit un indicateur de concentration d'emploi de 36 % et un taux d'activité parmi les 15 ans ou plus de 54 %.
Sur ces 392 actifs de 15 ans ou plus ayant un emploi, 62 travaillent dans la commune, soit 16 % des habitants. Pour se rendre au travail, 89 % des habitants utilisent un véhicule personnel ou de fonction à quatre roues, 2,3 % les transports en commun, 3,9 % s'y rendent en deux-roues, à vélo ou à pied et 4,9 % n'ont pas besoin de transport (travail au domicile).

## Culture locale et patrimoine

### Lieux et monuments

#### Voies et lieux-dits
| 28 odonymes recensés à Bournoncle-Saint-Pierre au 19 octobre 2014 | 28 odonymes recensés à Bournoncle-Saint-Pierre au 19 octobre 2014 | 28 odonymes recensés à Bournoncle-Saint-Pierre au 19 octobre 2014 | 28 odonymes recensés à Bournoncle-Saint-Pierre au 19 octobre 2014 | 28 odonymes recensés à Bournoncle-Saint-Pierre au 19 octobre 2014 | 28 odonymes recensés à Bournoncle-Saint-Pierre au 19 octobre 2014 | 28 odonymes recensés à Bournoncle-Saint-Pierre au 19 octobre 2014 | 28 odonymes recensés à Bournoncle-Saint-Pierre au 19 octobre 2014 | 28 odonymes recensés à Bournoncle-Saint-Pierre au 19 octobre 2014 | 28 odonymes recensés à Bournoncle-Saint-Pierre au 19 octobre 2014 | 28 odonymes recensés à Bournoncle-Saint-Pierre au 19 octobre 2014 | 28 odonymes recensés à Bournoncle-Saint-Pierre au 19 octobre 2014 | 28 odonymes recensés à Bournoncle-Saint-Pierre au 19 octobre 2014 | 28 odonymes recensés à Bournoncle-Saint-Pierre au 19 octobre 2014 | 28 odonymes recensés à Bournoncle-Saint-Pierre au 19 octobre 2014 | 28 odonymes recensés à Bournoncle-Saint-Pierre au 19 octobre 2014 | 28 odonymes recensés à Bournoncle-Saint-Pierre au 19 octobre 2014 | 28 odonymes recensés à Bournoncle-Saint-Pierre au 19 octobre 2014 | 28 odonymes recensés à Bournoncle-Saint-Pierre au 19 octobre 2014 |
| Allée                                                             | Ave.                                                              | Bld                                                               | Chemin                                                            | Cité                                                              | Clos                                                              | Imp.                                                              | Montée                                                            | Pass.                                                             | Place                                                             | Pont                                                              | Quai                                                              | Rd-point                                                          | Route                                                             | Rue                                                               | Ruelle                                                            | Square                                                            | Autres                                                            | Total                                                             |
| ----------------------------------------------------------------- | ----------------------------------------------------------------- | ----------------------------------------------------------------- | ----------------------------------------------------------------- | ----------------------------------------------------------------- | ----------------------------------------------------------------- | ----------------------------------------------------------------- | ----------------------------------------------------------------- | ----------------------------------------------------------------- | ----------------------------------------------------------------- | ----------------------------------------------------------------- | ----------------------------------------------------------------- | ----------------------------------------------------------------- | ----------------------------------------------------------------- | ----------------------------------------------------------------- | ----------------------------------------------------------------- | ----------------------------------------------------------------- | ----------------------------------------------------------------- | ----------------------------------------------------------------- |
| 0                                                                 | 0                                                                 | 0                                                                 | 3                                                                 | 0                                                                 | 0                                                                 | 2                                                                 | 0                                                                 | 0                                                                 | 2                                                                 | 0                                                                 | 0                                                                 | 0                                                                 | 5                                                                 | 6                                                                 | 0                                                                 | 0                                                                 | 10                                                                | 28                                                                |
| Notes « N »                                                       | Notes « N »                                                       | 1. 2. 3. 4. 5. 6.                                                 | 1. 2. 3. 4. 5. 6.                                                 | 1. 2. 3. 4. 5. 6.                                                 | 1. 2. 3. 4. 5. 6.                                                 | 1. 2. 3. 4. 5. 6.                                                 | 1. 2. 3. 4. 5. 6.                                                 | 1. 2. 3. 4. 5. 6.                                                 | 1. 2. 3. 4. 5. 6.                                                 | 1. 2. 3. 4. 5. 6.                                                 | 1. 2. 3. 4. 5. 6.                                                 | 1. 2. 3. 4. 5. 6.                                                 | 1. 2. 3. 4. 5. 6.                                                 | 1. 2. 3. 4. 5. 6.                                                 | 1. 2. 3. 4. 5. 6.                                                 | 1. 2. 3. 4. 5. 6.                                                 | 1. 2. 3. 4. 5. 6.                                                 | 1. 2. 3. 4. 5. 6.                                                 |
| Sources : rue-ville.info & OpenStreetMap                          |                                                                   |                                                                   |                                                                   |                                                                   |                                                                   |                                                                   |                                                                   |                                                                   |                                                                   |                                                                   |                                                                   |                                                                   |                                                                   |                                                                   |                                                                   |                                                                   |                                                                   |                                                                   |

#### Édifices et sites
- Prieuré clunisien du XIe siècle aujourd'hui entièrement restauré. Appartenant à un particulier qui a obtenu le label du patrimoine historique, il fait partie des itinéraires culturels européens. Des visites et des animations (expositions, concerts…) y sont organisées.
- Église romane Saint-Pierre, des XIIe et XIIIe siècles en état avancé de dégradation, dans l'enceinte du prieuré clunisien ; l'association de sauvegarde du patrimoine culturel de Bournoncle-Saint-Pierre œuvre pour sa sauvegarde[réf. souhaitée].
- La gare d'Arvant a toujours été une gare importante pour le trafic voyageurs ; elle voit chaque jour, environ 50 trains TER desservir le Brivadois. Elle constitue un point de bifurcation, où se rejoignent la ligne des Cévennes et la ligne Figeac - Arvant, qui rejoint la ligne des Causses (Béziers-Neussargues). À partir de la gare d'Arvant, la ligne devient à 2 voies jusqu'à Clermont-Ferrand.
Initialement les installations de la gare d'Arvant (buffet, bâtiment des voyageurs, postes d'aiguillage, dépôts des locomotives des compagnies P.L.M et P.O) se trouvaient partagées entre les territoires des communes de Vergongheon et de Bournoncle-Saint-Pierre. Le bourg d'Arvant comprenait également une partie de territoire rattachée à la commune de Lempdes. C'est en 1929, que l'ensemble du bourg a  été relié à la commune de Bournoncle-Saint-Pierre[30],[31].
- Château de La Roche-Faugère (XIIIe siècle).

### Personnalités liées à la commune
- Jessy Trémoulière (née en 1992 à Beaumont, dans le Puy-de-Dôme), internationale de rugby à XV et à sept, a grandi à Barlières[32]. Elle est élue par World Rugby meilleure joueuse du monde 2018[33].